# Ronald Prud'homme van Reine
Ronald Prud'homme van Reine (Den Haag, 1960) is een Nederlands historicus, die vooral schrijft over de 17e-eeuwse geschiedenis van de Republiek der Zeven Verenigde Nederlanden. 

## Leven
Geboren in Den Haag studeerde Prud'homme van Reine geschiedenis aan de Universiteit van Leiden. In 1990 promoveerde hij op een biografie van Jan Hendrik van Kinsbergen. 
In de herfst van 1991 werd hij tijdens een congres over de biografie in Dordrecht door Martin Ros, destijds van de Arbeiderspers, enthousiast gemaakt om een biografie te schrijven over de grote vaderlandse zeehelden uit de zeventiende eeuw: De Ruyter, Piet Hein, vader en zoon Tromp. Zelf was hij waarschijnlijk niet zo snel op dat idee gekomen, maar hij raakte enthousiast.
Voor zijn werk over de maritieme geschiedenis ontving hij de Prof. dr. J.C.M. Warnsinckprijs van de Nederlandse Vereniging voor Zeegeschiedenis en de Prins Hendrik-legpenning der Koninklijke Marine.
Hij is getrouwd met Wieke Broersma.

## Werk
Rond de millenniumwisseling hield hij zich vooral bezig met maritieme geschiedenis. In 1996 verscheen van zijn hand een biografie over Michiel de Ruyter. Hierna volgden biografieën over Maarten en Cornelis Tromp (2001) en over Piet Heyn (2003). In 2005 kwam zijn boek Zeehelden uit en vier jaar later publiceerde hij het boek Opkomst en ondergang van Nederlandse gouden vloot. Door de ogen van de zeeschilders Willem van de Velde de Oude en de Jonge.
In 2013 publiceerde hij zijn bevindingen van een detailonderzoek naar de moord op de gebroeders De Witt. Hij kwam tot de conclusie dat er sprake is geweest van een bewust moordcomplot onder leiding van de mannen Odijck, Zuylestein, Kievit, Tromp en van Banchem. Bij de uitvoering van de moord op 20 augustus 1672 speelden alle vijf een coördinerende rol. Op de achtergrond zou ook Willem III van Oranje op de hoogte van de moordplannen zijn geweest.

## Publicaties
- Rechterhand van Nederland. Biografie van Michiel Adriaenszoon de Ruyter, Arbeiderspers, Amsterdam (1996)
- Schittering en Schandaal. Dubbelbiografie van Maerten en Cornelis Tromp, Arbeiderspers, Amsterdam (2001)
- Admiraal Zilvervloot, Biografie van Piet Hein, Arbeiderspers, Amsterdam (2003)
- Zeehelden, Arbeiderspers, Amsterdam (2005)
- Opkomst en ondergang van Nederlands gouden vloot, Arbeiderspers, Amsterdam (2009), ISBN 978 90295 6696 4
- Moordenaars van Jan de Witt, de zwartste bladzijde van de Gouden Eeuw, Arbeiderspers, Amsterdam (2013), ISBN 978 90295 8741 9
- Liever niet de lucht in. De omstreden zelfmoordaanslag van Jan van Speijk, Arbeiderspers, Amsterdam (2016)

## Voetnoten
1. ↑   interview door Bart Stam voor www.maritiemnederland, 400 jaar Michiel de Ruyter, maandag 5 februari 2007, zie hier.
2. ↑  Zie Woord Vooraf in Moordenaars van Jan de Witt, blz. 8